# Geographie Kirgisistans
Kirgisistan ist ein vom Zugang zum Meer abgeschnittenes Hochgebirgsland. Es grenzt im Südwesten an Usbekistan, im Osten an China, im Norden an Kasachstan und im Süden an Tadschikistan.

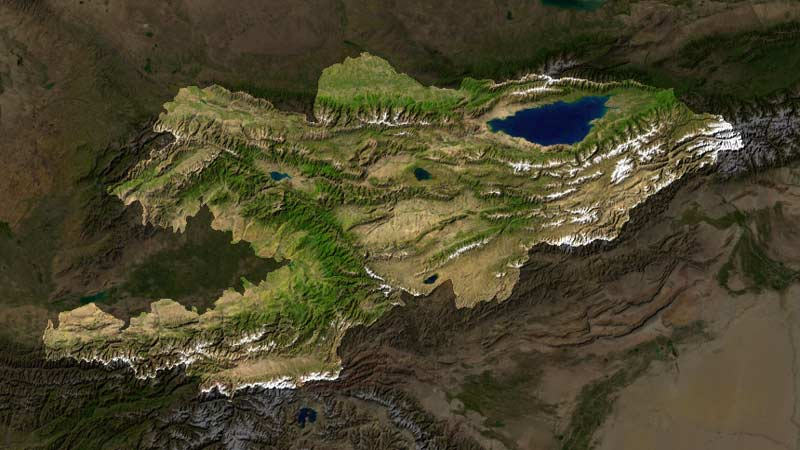
Satellitenbild Kirgisistans

## Topographie und Relief
Kirgisistan ist sehr gebirgig, über 93 % des Landes sind über 1.000 Meter gelegen. Die durchschnittliche Höhe ü. M. liegt bei 2.750 m, der höchste Punkt ist der 7.439 Meter hohe Pik Pobeda, auf Kirgisisch übersetzt Dschengisch Tschokusu. Der zweite Siebentausender des Landes ist der Pik Lenin (7. m). Der tiefste Punkt liegt mit 410 m ü. M. im Ferghanatal.

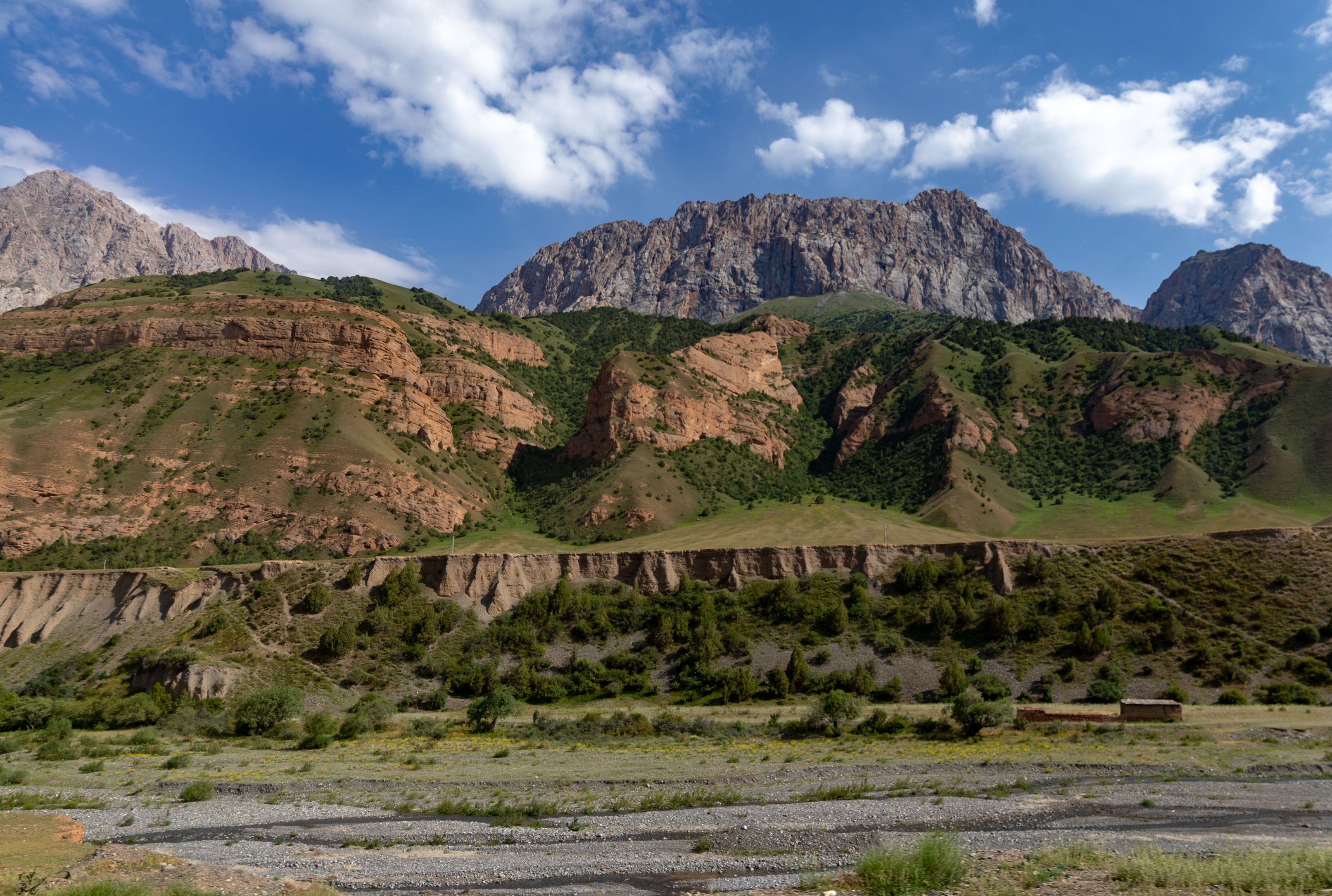
Das Alaigebirge

Es gibt zwei große Gebirge: den Tien-Schan und den Pamir. Sie sind geologisch noch relativ jung. Das Relief ist deshalb durch steile Wände und scharfe Erhebungen gekennzeichnet, die durch tiefe Täler getrennt sind. Die Gipfel dieser Berge sind oft von Gletschern bedeckt. Es wird geschätzt, dass die 6.500 verschiedenen Gletscher Kirgisistans etwa 650 Milliarden Kubikmeter Wasser enthalten. Nur um die Täler Tschüi, Talas und Ferghana gibt es relativ flaches Land, das für die großflächige Landwirtschaft geeignet ist.

## Gewässer
Die hohen Berge halten Feuchtigkeit ab, das Land zu verlassen, weshalb Kirgisistan weniger Dürreprobleme als die Nachbarländer hat.

### Flüsse und Gletscher
Die Kirgisische Republik ist der einzige zentralasiatische Staat, dessen Wasserressourcen vollständig auf seinem eigenen Territorium erzeugt werden. Das Wasser stammt aus den oft stark vergletscherten Gebirgszügen und sein Wasserreichtum ist ein wichtiger Bestandteil für die Landwirtschaft und die Erzeugung von Wasserkraft. Die gebirgige Kirgisische Republik ist ein wichtiges Wasserreservoir für den bewässerten Ackerbau in trockenen Flachlandgebieten. Darüber hinaus birgt die beeindruckende vergletscherte Berglandschaft ein erhebliches touristisches Potenzial.
Der mit Abstand wasserreichste und längste kirgisische Fluss ist der Naryn, der mit mehreren Staumauern aufgestaut wird. Er mündet in den Syrdarja. Die dominierenden Flüsse im Norden sind der Tschüi und der Talas. Der Tschüi hat eine immense Bedeutung für die Landwirtschaft im Tschüital.

### Seen
Der Yssyk-Köl-See ist der größte See des Landes, und er ist der wasserreichste Gebirgssee der Erde. Der Song-Köl ist der zweitgrößte natürliche See im Land, auf Platz 3 liegt der Tschatyrköl. Bei Toktogul wird der Naryn zum größten künstlichen See des Landes aufgestaut.

## Geologie
Geologisch sind die Gebirge Kirgisistans noch relativ jung, weshalb sie eine große Reliefenergie (steile Hänge, hohe Berge) aufweisen. Sie sind bis heute geologisch aktiv und wachsen trotz der gleichzeitig stattfindenden Erosion bis heute. Die geologische Aktivität löst regelmäßig Erdbeben aus.
Die beiden großen Gebirge des Landes, der Tien-Schan und der Pamir, sind zwar ähnlich entstanden, weisen aber unterschiedliche Gesteinsstrukturen auf. Beide Gebirge werden seit dem Oligozän bis heute aufgetürmt, weil der indische Subkontinent auf die Eurasische Platte stößt. Aufgrund des enormen Drucks zerbricht dabei die eurasische Platte teilweise in mehrere Stücke, die nach Norden untereinandergeschoben werden. Durch die Bewegungsrichtung nach Norden weisen die Hochgebirgstäler und -ketten eine generelle Ost-West-Ausrichtung auf. Anomalien lassen sich nur selten im Zuge der Talas-Ferghana-Störung beim Ferghanagebirge feststellen.
Der kirgisische Teil des Pamirs entstand durch die Faltung flach liegenden Gesteins. Er besteht aus Schollen mit Phylliten, Graniten und Sandsteinen.
Der Tien-Schan ist in drei geologisch unterschiedliche Zonen aufgeteilt: In der nördlichen Zone sind überwiegend metamorphe und magmatische Gesteinsarten wie etwa Basalte und Amphibolite sowie Sedimente und Kalke zu finden. In der Mittleren Zone treten zusätzlich auch Gneise und Magmatite auf. Das darüberliegende Gestein wurde zu Konglomeraten, Brekzien und Sandstein, die über den gesamten Tien-Schan verteilt sind. Die südliche Zone besteht aus verschiedensten variszisch deformierten Gesteinen. Eine geologische Besonderheit im Tien-Schan ist, dass man auf kurze Entfernung komplett unterschiedliche Gesteine finden kann.

## Klima
Das Klima ist aufgrund der großen Entfernung zu den Meeren stark kontinental und semiarid. Die großen Höhenunterschiede im Hochgebirge sind Grund für große klimatische Unterschiede auf kurze Distanzen. Dieses Hochgebirge wird grob in 4 Zonen aufgeteilt: Die Vorgebirgszone von 500–1200 m, die mittlere Zone (1200–2200 m), die Hochgebirgszone und die Gletscher- und Geröllzone über 3500 m. Das Klima in der unteren Zone ist deutlich milder, während im Hochgebirge Tiefsttemperaturen von etwa −50 °C gemessen wurden. In den Sommermonaten liegt die Durchschnittstemperatur am Tag im Gebirge bei etwa 10°, es kann jedoch auch deutlich wärmer werden.

### Klimawandel
Der globale Klimawandel in Kirgisistan zeigt bereits seine Auswirkungen. Unter den Ländern Osteuropas und Zentralasiens ist Kirgisistan das Land, das am drittstärksten von den Auswirkungen des Klimawandels betroffen ist, beispielsweise von Wetterveränderungen, die zu längeren Niederschlags- und Dürreperioden führen können. Die Durchschnittstemperatur ist in den letzten 20 Jahren bisher von 5,8 °C auf 6 °C gestiegen. Im Jahr 2013 schätzte die Weltbank einen wahrscheinlichen Anstieg der Durchschnittstemperatur um 2 °C bis 2060 und um 4–5 °C bis 2100 und stellte fest, dass die Gletscher des Landes deutlich zurückgegangen waren und voraussichtlich noch weiter zurückgehen werden. Kirgisistans Kohlenstoffdioxidemissionen sind jedoch relativ gering.

## Flora und Fauna

### Flora
In Kirgisistan sind schätzungsweise 3900 Pflanzenarten beheimatet, 10 % der Arten wie die Tien-Schan-Fichte sind 
hier sogar endemisch. Kirgisistan ist mit 3,5 % Waldfläche relativ waldarm, dennoch liegen in Arslanbob die größten Walnusswälder der Welt.
Im kirgisischen „Flachland“ (Talastal, Tschüital, Ferghanatal) dominiert Steppen- und Halbwüstenvegetation. Im Tschüital wurde ein umfangreiches Bewässerungskanalnetz errichtet, das Landwirtschaft ermöglicht. In den Hochgebirgsweiden und Hochsteppen ist die Flora reicher als in den Halbwüsten und im Flachland.
In Kirgisistan sind 65 Pflanzenarten vom Aussterben bedroht. Es gibt nur wenige unterschiedliche Vertreter der Farne, Schachtelhalme und Nacktsamer. Über die Hälfte der Arten sind Teil der Familien der Korbblütler, Hülsenfrüchtler, Doldenblütler, Süßgräser, Kreuzblütler, Lippenblütler, Nelkengewächse, Rosengewächse, Raublattgewächse und Fuchsschwanzgewächse. In Kirgisistan gibt es zahlreiche endemische Gattungen, u. a. folgende: Paulita, Ugamia, Mediasia und Kozlovia. Fritillaria sewerzowii wurde früher als eigenständige monotypische Gattung angesehen.

### Fauna
Insekten
Durch die großen Reliefunterschiede und die damit einhergehenden vielfältigen Vegetationszonen weist Kirgisistan eine relative Vielfalt an Insektenarten auf: insgesamt sind es Schätzungen zufolge etwa 25.000. Dass hier drei zoogeographische Regionen aufeinandertreffen, trägt der Vielfalt ebenfalls bei. Über die Hälfte aller Arten kommt nur im Hochgebirge vor, etwa ein Viertel ist hier endemisch. In der Ordnung der Kamelhalsfliegen sind sogar alle 23 Arten endemisch. Die Insektenwelt ist noch wenig erforscht, nur die Hälfte aller Arten wurde wissenschaftlich beschrieben. 17 Insekten- und eine Spinnenart wurden in die rote Liste Kirgisistans aufgenommen. Die größte hier vorkommende endomologisch erforschte Art ist die Große Königslibelle.
Säugetiere
Eines der wichtigsten Verbreitungsgebiete des Schneeleoparden ist Kirgisistan, etwa ein Viertel des Landes sind für ihn geeignet. Weitere in Kirgisistan vorkommende Säugetierarten sind:
der sibirische Steinbock, der Manul, der Tigeriltis, der mittelasiatische Fischotter, der Braunbär und der Wolf. Derzeit gibt es 79 Säugetierarten im Land:
| Familie             | Anzahl der Arten |
| ------------------- | ---------------- |
| Igel                | 2                |
| Spitzmäuse          | 3                |
| Hufeisennasen       | 2                |
| Glattnasen          | 12               |
| Bulldoggfledermäuse | 1                |
| Hundeartige         | 4                |
| Marderartige        | 10               |
| Echte Bären         | 1                |
| Kleinbären          | 1                |
| Katzenartige        | 5                |
| Echte Schweine      | 1                |
| Hirsche             | 2                |
| Hornträger          | 3                |

Zudem gibt es noch 35 Arten aus der Ordnung der Nagetiere und 3 Arten aus der Ordnung der Hasenartigen.
Vögel
Insgesamt gibt es etwa 392 Vogelarten, was im Vergleich zu anderen Ländern sehr artenarm ist. Dennoch weist das Land einige ornithologische Besonderheiten auf.
Als Nationalvogel gilt der Steinadler. In der Steppenzone kommen Braunkopfammer, Schachwürger und Schikrasperber vor, in der Hochgebirgstaiga gibt es Pamirlaubsänger, Tien-Schan-Laubsänger und Schwarzkehlbraunellen. In der subalpinen Zone kommen Rotstirngirlitz, Sprosserrotschwanz und Fahlbraunelle vor. In der hochalpinen Zone gibt es Populationen des Mongolenregenpfeifers, der Himalaya-Braunelle, des Schwarzmilans und des Mönchsgeiers. Die Familie der Finken ist in Kirgisistan artenreich vertreten, es kommen Dompfaff und diverse andere Arten vor. In Zentralasien endemisch sind die Schneetaube, der Wasserrotschwanz und zahlreiche weitere Arten. Eine der seltensten Arten ist der Ibisschnabel. Die Geier und Adler sind mit Bartgeier, Mönchsgeier, Gänsegeier, Schneegeier, Steinadler und Steppenadler vertreten, zudem gibt es am Yssyk-Köl und Song-Köl Fischadler, Seeadler, Sakerfalken und Wanderfalken. Im Ferghanatal gibt es Brutgebiete des Schlangenadlers, des Wüstenfalken und des Rötelfalken. Der Bienenfresser (Merops apiaster) ist in den Sommermonaten landesweit anzutreffen. Seit den 1980er-Jahren verbreitet sich die Hirtenmaina im Land.
Fische
Lew Semjonowitsch Berg ist bis heute der wichtigste Fischforscher (Ichthyologe) der Region. 67 Fischarten sind nachgewiesen, wobei die Karpfenfische mit 39 Arten den größten Anteil stellen. Zu Sowjetzeiten wurden nicht beheimatete Fische eingeführt, um die kirgisische Fischerei zu fördern. Ein großer Teil der Arten ist hier nur im Yssyk-Köl vertreten.
Amphibien und Reptilien
Der Seefrosch, der mittelasiatische Frosch und die Pewzow-Kröte sowie die Turanische Kröte sind alle in Kirgisistan heimische Amphibienarten.
Die Reptilienfauna besteht aus 39 Arten. Die Levanteotter und Mittelasiatische Kobra sind hier vertreten.

## Naturkatastrophen
Der Tianshan ist ein tektonisch aktives Gebirge, weshalb Erdbeben häufig vorkommen. Das gesamte Land und die gesamte Bevölkerung sind einem mittleren bis hohen Erdbebenrisiko ausgesetzt. Verbunden mit der geringen wirtschaftlichen Kraft des Landes bedeutet dies eine große Verwundbarkeit für die Bevölkerung. Kirgisistan war von schweren Erdbeben in den Jahren 1885 (Epizentrum: Bjelowodsk, führte zur Aufgabe von Pischpek und Neugründung von Bischkek), 1907 (Epizentrum: Karatag), 1948, 1949 (Epizentrum: Hait), 2008 (72 Todesopfer) und 2011 (Epizentrum: Ferganatal, mindestens 13 Tote) betroffen.
Durch die große Reliefenergie, die starke Seismizität, das Klima, die Böden und den vom Menschen verursachten Landnutzungswandel treten immer wieder schwere Massenbewegungen mit zahlreichen Todesopfern auf. Häufig sind nach Erdbeben die meisten Todesopfer nicht durch das Beben, sondern die nachfolgenden Schlamm- oder Gerölllawinen zu beklagen. Diese natürlichen Gefahren werden von schlecht gesicherten Lagerstätten von radioaktivem oder giftigem Abraum aus dem Bergbau noch verstärkt. Hiervon sind vor allem das Mailuu-Suu-Tal und das Einzugsgebiet des Syrdarja betroffen. In den Gebirgen Kirgisistans gibt es ca. 2200 Gletscher, die im Zuge der globalen Erwärmung ebenfalls im Rückzug begriffen sind. Immer häufiger stellen durch den Gletscherrückgang gebildete Gletscherseen eine Gefahr dar, da sie hoch oben im Gebirge gebildet werden und bei zunehmender Wasserhöhe ausbrechen und damit ganze Täler überfluten können.
Naturkatastrophen kosten Kirgisistan im Jahresdurchschnitt 0,53 % des Bruttoinlandsproduktes.

## Umwelt
Kirgisistan blieb von vielen der enormen Umweltprobleme seiner zentralasiatischen Nachbarn verschont, vor allem weil seine Rolle im Sowjetsystem weder Schwerindustrie noch groß angelegte Baumwollproduktion umfasste. Darüber hinaus hat der wirtschaftliche Abschwung Anfang der 1990er Jahre einige der schwerwiegenderen Auswirkungen der Industrie- und Agrarpolitik abgeschwächt. Dennoch hat Kirgisistan aufgrund der ineffizienten Nutzung und Verschmutzung der Wasserressourcen, der Bodendegradation und unsachgemäßer landwirtschaftlicher Praktiken ernsthafte Probleme. Das Land ist erdbebengefährdet und während der Schneeschmelze kommt es zu großen Überschwemmungen.

### Wasser
Die Kirgisische Republik ist der einzige zentralasiatische Staat, dessen Wasserressourcen vollständig auf seinem eigenen Territorium erzeugt werden. Das Wasser stammt aus den oft vergletscherten Gebirgszügen und sein Reichtum ist ein wichtiger Bestandteil für die Landwirtschaft und die Erzeugung von Wasserkraft. Die bergige Landschaft ist ein wichtiges „Wasserreservoir“ für den bewässerten Ackerbau in trockenen Flachlandgebieten wie dem Tschütal. Darüber hinaus birgt die beeindruckende vergletscherte Berglandschaft ein erhebliches touristisches Potenzial.
Obwohl Kirgisistan über reichlich Wasser verfügt, wird seine Wasserversorgung durch ein postsowjetisches Aufteilungsabkommen zwischen den fünf zentralasiatischen Republiken bestimmt. Wie in der Sowjetzeit hat Kirgisistan das Recht auf 25 % des Wassers, das auf seinem Territorium entspringt, aber das neue Abkommen erlaubt Turkmenistan und Usbekistan die unbegrenzte Nutzung des Wassers, das ihnen aus Kirgisistan zufließt, ohne Geld dafür zu zahlen. Kirgisistan nutzt die gesamte Menge, auf die das Abkommen Anspruch hat, aber die Verwendung ist stark zugunsten der landwirtschaftlichen Bewässerung begrenzt.  Im Jahr 1994 entfielen etwa 88 % des gesamten Wasserverbrauchs auf die Landwirtschaft, verglichen mit 8 % in der Industrie und 4 % in kommunalen Wasserverteilungssystemen. Laut Experten der Weltbank verfügt Kirgisistan über eine ausreichende Versorgung mit hochwertigem Wasser für die zukünftige Nutzung, sofern die Ressource umsichtig verwaltet wird. Allerdings nehmen in Zentralasien die Wasserprobleme zu. Die Kirgisische Republik exportiert Wasser zur Bewässerung der Nachbarstaaten Usbekistan, Kasachstan und Tadschikistan. Um Konflikten vorzubeugen, sind die Wasserverteilung und -nutzung und insbesondere die Rolle der Landwirtschaft als Hauptwassernutzer in den letzten Jahren und auch in Zukunft zu sehr wichtigen Fragen im Entwicklungsdiskurs geworden.